# Blox
Blox ist ein abstraktes Brettspiel der deutschen Spieleautoren Wolfgang Kramer, Hans Raggan und Jürgen P. K. Grunau. Das Spiel für zwei bis vier Spieler ab zehn Jahren dauert pro Runde etwa 45 Minuten. Es ist im Jahr 2008 bei dem deutschen Spieleverlag Ravensburger erschienen und wurde im gleichen Jahr für das Spiel des Jahres nominiert und erhielt den Österreichischen Spielepreis als „Spiele Hit für Familien“.

## Thema und Ausstattung
Blox ist ein abstraktes Spiel, bei dem die Mitspieler versuchen, durch den Bau und Abbau von Türmen aus Blocksteinen auf einem Spielfeld mit 10×10 Feldern Punkte zu generieren und die jeweiligen Gegenspieler zugleich zu blockieren. Der Spieler mit den meisten Punkten gewinnt das Spiel.
Das Spielmaterial besteht neben einer Spielanleitung aus:
- einem Spielplan aus vier Spielplanteilen,
- 40 Blöcken in vier Farben,
- 16 Spielfiguren in vier Spielerfarben,
- 60 Punktechips,
- 60 Farbkarten,
- vier Jokerplättchen,
- einer Spielphasentafel und
- einem Spielphasenmarker.

## Spielweise

### Spielvorbereitung

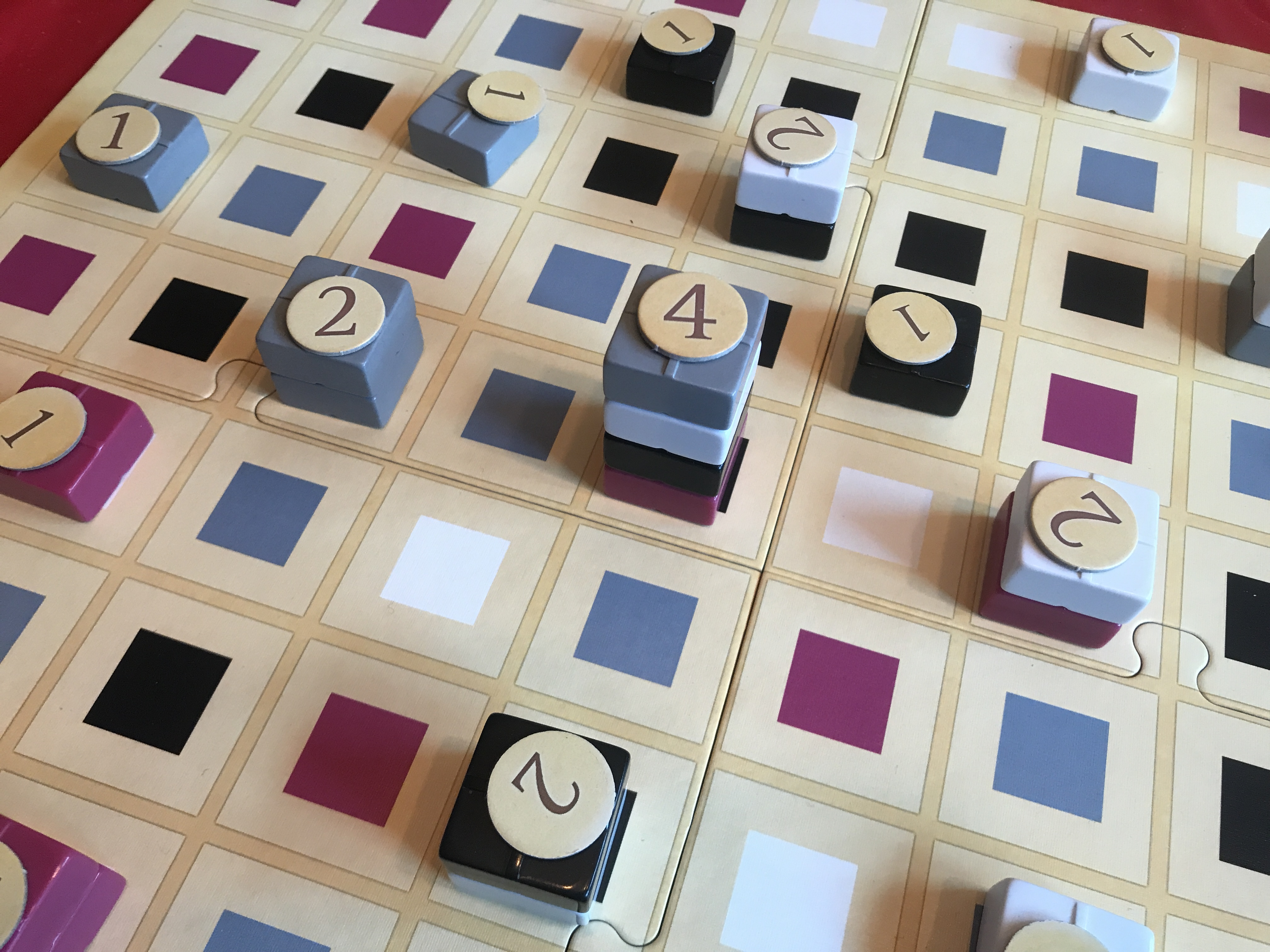
Aufstellung der Türme

Vor dem Spiel wird das Spielbrett in der Tischmitte aus den vier Spielplanteilen zusammengesetzt, wobei durch die doppelseitig bedruckten Teile unterschiedliche Konstellationen des 10×10 Felder großen Spielfelds möglich sind. Die Blöcke werden entsprechend der Anleitung auf dem Spielfeld zu Türmen von einem bis vier Steinen Höhe zusammengebaut und auf die vorgegebenen Felder platziert, darauf kommt jeweils ein Punktechip, der der Höhe entspricht. Jeder Spieler bekommt die Spielfiguren einer Spielfarbe sowie das entsprechende Jokerplättchen, die Spielphasentafel wird ebenso wie die übrigen Punktechips neben dem Spielfeld platziert. Mit dem Phasenmarker wird die erste Spielphase markiert und jeder Spieler bekommt sechs Farbkarten, die er verdeckt als Handkarten aufnimmt.

### Spielablauf
Beginnend mit einem Startspieler spielen die Spieler reihum und führen jeweils eine von mehreren möglichen Aktionen aus. Sie können dabei entweder eine Spielfigur ins Spiel bringen, eine Spielfigur bewegen, eine gegnerische Spielfigur schlagen, einen Turm abreißen oder einen Turm neu aufbauen. Für die Aktionen werden jeweils entsprechende Spielkarten genutzt und am Ende des Zuges wird die Kartenhand wieder auf sechs Karten aufgefüllt. Die möglichen Aktionen sind:
- Eigene Spielfigur einsetzen: Eine eigene Spielfigur wird an einem beliebigen Randfeld des Spielfelds eingesetzt und zusammen mit einer Farbkarte ausgespielt. Der Spieler darf seine Figur einsetzen und in gerader Linie horizontal oder vertikal bis zum nächsten Feld in der Kartenfarbe vorrücken.
- Eigene Spielfigur bewegen: Ein Spieler spielt eine Farbkarte aus und bewegt eine eigene Spielfigur horizontal oder vertikal bis zum nächsten Feld in der Kartenfarbe.
- Gegnerische Spielfigur schlagen: Um eine gegnerische Figur zu schlagen, muss ein Spieler drei oder vier Farbkarten der Farbe ausspielen, die der Farbe des Feldes entspricht, auf dem die gegnerische Figur steht, und muss dieses Feld horizontal oder vertikal mit einer eigenen Figur erreichen, ohne dass dazwischen ein weiteres Feld der gleichen Farbe liegt. Danach erhält der Spieler so viele Punkte, wie er Karten eingesetzt hat.
- Turm abbauen: Um einen Turm abzubauen, muss ein Spieler diesen horizontal oder vertikal mit einer eigenen Figur erreichen, ohne dass dazwischen ein Feld mit einer im Turm vertretenen Farbe liegt. Er muss zudem für jeden Baustein im Turm eine passende Karte ausspielen. Gelingt dies, nimmt er die Steine des Turms zu sich und erhält den auf dem Turm liegenden Punktechip.
- Turm bauen: Um einen Turm zu bauen, wählt er aus den ihm zur Verfügung stehenden Blöcken eine Kombination von Steinen, die einer Kombination aus seiner Kartenhand entspricht. Er spielt diese aus und stellt den Turm auf ein Feld, auf dem eine seiner Figuren steht, muss jedoch sicherstellen, dass benachbarte Türme weiterhin erreichbar sind. Der Spieler legt aus dem Vorrat einen Punktechip entsprechend der Höhe auf den Turm und erhält selbst einen Chip mit dem gleichen Wert.
- Karten tauschen: Der Spieler darf eine bis fünf seiner Handkarten ablegen und dafür neue Karten ziehen. Tut er dies, wird zudem sein Joker wieder aktiviert, falls er ihn in einer vorhergehenden Runde eingesetzt hat.

Ein Spieler darf grundsätzlich keinen Turm abbauen, wenn er sieben oder mehr Blöcke vor sich liegen hat. In diesem Fall muss er erst wieder Blöcke in Form von Türmen aufbauen, um unter sieben Blöcke zu kommen. Seinen Joker darf der Spieler statt einer beliebigen Farbkarte einsetzen. Geschieht dies, wird er umgedreht und erst wieder aktiviert, wenn der Spieler die Aktion Karten tauschen einsetzt.
Das Spiel wird über vier Spielphasen gespielt, in denen die Spieler jeweils nur die Türme bis zu einer vorgegebenen Höhe abbauen und nur Türme ab einer vorgegebenen Höhe bauen dürfen. Der Phasenwechsel findet immer dann statt, wenn nur noch ein Turm der maximalen Abbauhöhe auf dem Spielfeld steht. Sobald dies eintritt, wird der Phasenanzeiger zur nächsten Phase weitergezogen.

### Spielende
Das Spielende wird eingeleitet, wenn in der vierten Phase nur noch ein Vierer-Turm auf dem Spielfeld steht. Die letzte Runde wird noch zu Ende gespielt, danach zählen alle Spieler ihre gewonnenen Punkte zusammen. Der Spieler, der die meisten Punkte besitzt, gewinnt das Spiel und bei einem Gleichstand gewinnt der Spieler, der noch die meisten Blöcke vor sich liegen hat.

## Ausgaben und Rezeption
Das Spiel Blox wurde von der als KRAG-Team aktiven Spieleautorengruppe aus Wolfgang Kramer, Hans Raggan und Jürgen P. K. Grunau entwickelt und erschien 2008 in dem deutschen Spieleverlag Ravensburger in einer deutschen und einer multilingualen Version.
Im gleichen Jahr wurde es zusammen mit dem späteren Gewinner Keltis und drei weiteren Spielen für das Spiel des Jahres nominiert, zudem erhielt es 2008 den Österreichischen Spielepreis als „Spiele Hit für Familien“. Die Jury zum Spiel des Jahres beschrieb Blox wie folgt:

„Von wegen Kinderspiel mit Klötzchen! Trotz Farbkarten, großer Bausteine in vier Farben und eines bunten Spielplans war es selten so wunderbar hinterhältig, Türme zu bauen wie bei „Blox“. Die Spieler ziehen mit ihren Figuren über den Plan, um darauf kleine Türme abzutragen. Die Steine stapeln sie zu größeren Türmen, die wieder auf das Spielbrett zurück gestellt werden. Für beides bekommt man Punkte. Dazu benötigt man nur die richtigen Farbkarten, denn Bausteine wie auch Felder zeigen unterschiedliche Farben. Während man abreißt und neu baut sollte man aber im Auge behalten, dass die eigenen Figuren von Gegnern geschlagen werden können. Denn auch dafür gibt es Punkte. „Blox“ ist dank einer tadellosen Spielregel schnell verstanden, flott gespielt und hat ansprechendes Material.“

## Belege
1. 1 2 3 4 5 6  Spieletanleitung Blox, Ravensburger 2008
2. ↑  Blox, Versionen bei BoardGameGeek. Abgerufen am 15. Mai 2021.
3. 1 2  Blox auf der Website des Spiel des Jahres e.V., abgerufen am 15. Mai 2021.